# Asbjørn Jordahl
Asbjørn Reidar Jordahl (ur. 12 grudnia 1932 w Kristiansund, zm. 16 lipca 2025) – norweski polityk Partii Pracy, minister.

## Działalność publiczna
Od 1968 do 1977 był burmistrzem Kristiansund. W okresie od 1977 do 1981 zasiadał w Stortingu i jednocześnie od 11 stycznia 1978 do 8 października 1979 był ministrem transportu i komunikacji.